# Liste der Staatsoberhäupter 190
Übersicht
◄◄ | ◄ | 186 | 187 | 188 | 189 | Liste der Staatsoberhäupter 190 | 191 | 192 | 193 | 194 | ► | ►►

Weitere Ereignisse

## Afrika
- Aksumitisches Reich
  - König: Gadarat (um 200)

- Römisches Reich
  - Provincia Romana Aegyptus
    - Präfekt: Quintus Tineius Demetrius (189–190)

## Asien
- Armenien
  - König: Vologaeses II. (ca. 180–ca. 190)
  - König: Chosroes I. (ca. 190–216)

- Charakene
  - König: Attambelos VIII. (ca. 180–ca. 195)

- China
  - Kaiser: Han Xiandi (189–220)

- Iberien (Kartlien)
  - König: Rev I. (189–216)

- Indien
  - Satavahana
    - König: Sri Yajna Sātakarni III. (170–199)

- Japan (Legendäre Kaiser)
  - Kaiser: Seimu (131–191)

- Korea
  - Baekje
    - König: Chogo (166–214)

  - Gaya
    - König: Suro (42–199?)

  - Goguryeo
    - König: Gogukcheon (179–197)

  - Silla
    - König: Beolhyu (184–196)

- Kuschana
  - König: Vasudeva I. (184–220)

- Osrhoene
  - König: Abgar VIII. (167–212)

- Partherreich
  - Schah (Großkönig): Vologaeses IV. (147/148–191/192)

- Römisches Reich
  - Provincia Romana Asia
    - Prokonsul: Titus Flavius Sulpicianus (180–192)

## Europa
- Bosporanisches Reich
  - König: Sauromates II. (174/175–210/211)

- Römisches Reich
  - Kaiser: Commodus (180–192)
    - Konsul: Commodus (190)
    - Konsul: Marcus Petronius Sura Septimianus (190)
    - Suffektkonsul: Septimius Severus (190)
    - Suffektkonsul: Apuleius Rufinus (190)

  - Provincia Romana Britannia
    - Legat: Marcus Antius Crescens Calpurnianus (187–191)